# 青と蒼のしずく -a calling from tears-
『青と蒼のしずく -a calling from tears-』（あおとあおのしずく ア コーリング フロム ティアーズ）は、2003年4月25日にLassより発売されたアダルトゲームである。株式会社ジャックインザボックスのウェブサイト「禁断のギャルゲー」より携帯電話アプリゲーム版も配信されている。

## ストーリー
現代よりも少し未来を舞台にした物語。十数年前から始まった止まらない海面の上昇によって世界は緩やかな危機にさらされている。かつては山奥であったはずの「綿津見市」も、現在は海辺の町になっていた。主人公・佐倉秋人（さくら あきと）は綿津見学園に通う学生である。

## 登場人物
佐倉秋人（さくら あきと）
本作の主人公。寝ることとぼんやりすることを得意とし、放課後もぼんやり窓の外を眺めていたりする。
岬愛夏（みさき まなつ）
3月29日生まれ。秋人の幼馴染。家が隣同士であることから、毎朝起こしに来てくれる。
本人は気づいていないが相当の怪力と格闘センスを持ち合わせていて、下ネタを放つヒロッチョをことあるごとに制裁している。
ゲーム中では制裁として実在するプロレス技もヒロッチョに仕掛けてくる。
鳴時果（なるとき このみ）
3月26日生まれ。両親の再婚によって秋人の義理の妹になった。母親想いであり、急な再婚も快諾した。
その容姿から綿津見学園に転校早々「学園のアイドル」の地位を得る。
深町璃音（ふかまち りね）
4月9日生まれ。学園の図書委員を勤める。吃音症のためあまり喋りたがらない。
水没してしまった図書館と「鳥の王」という本に深い思い入れがある。
白柳綾乃（しらなぎ あやの）
9月29日生まれ。普通とは違った雰囲気を出す秋人の先輩（天然？）。
給水タンクの上でほんわかとお茶をしていることがしょっちゅう。
神出鬼没であり、愛夏の一撃を食らっても無傷という正体不明の怪しさを持つ。
ルゥ（MI-FHX16）
5月17日生まれ。試験運用とデータ収集を兼ねて学園に入ってきたサポートロイド。
標準語と関西弁の混ざった喋り方をする。海面上昇の原因を握っている。
千神奈々子（ちかみ ななこ）
7月7日生まれ。秋人に思いを寄せる少女。
奥手であるがために、鈍感な秋人には気付いてもらえずいる。
広原淳司（ひろはら あつし）
9月11日生まれ。通称「ヒロッチョ」。口を開けば下ネタを連発する広原家の一員。
3days 〜満ちてゆく刻の彼方で〜に露天商として登場している。
11eyes -罪と罰と贖いの少女-では雪子が賢久の性格を表現するのに彼の名前を挙げており、賢久は出会ったら盟友になるだろうと言っていた。
佐倉十三（さくら じゅうぞう）
秋人の実父であり、果の義父。
年齢を感じないさせ陽気さで秋人を悩ませる文化人類学教授。
鳴時素子（なるとき もとこ）
果の実母。十三にプロポーズをされて秋人も知っているものだと思い佐倉家に住むことにした。
桃原霧香（ももはら　きりか）
国語教科の女教師。胸が大きくヒロッチョから目をつけられている。
宇論堂のオヤジ（うろんどう）
古本屋宇論堂のオヤジ。大雑把な性格。

## 舞台
綿津見市
前述の通り、海面上昇によって海岸部の町になってしまった。
元々は山側の町だったので、大型の工場があったり池の伝説などを秘めている。
ディスティニー･スタジオ
綿津見市にあるイベントパーク。
吐くほどの絶叫系が売り。

## その他
デュアルウィンドシステム
複数の台詞ウィンドを同時に出して会話の時刻性を高める。現在では広く知られ、Lassの作品にもよく登場するが発売当初は稀だった。